# Karvesnit
Karvesnit eller karvsnit er en særlig måde at lave ornamentik på et møbel, panel eller lignende, det laves ved at man med en kniv skærer let fordybede snit, der danner forskellige mønstre, for det meste geometriske. Karvesnit anvendtes i stor stil i folkekunsten som dekoration på brugsting og møbler. Metoden vandt stor udbredelse inden for husflidsbevægelsen fra slutningen af 1800-tallet.[kilde mangler]